# Goudhamster
De goudhamster (Mesocricetus auratus), ook wel Syrische hamster of Syrische goudhamster genoemd, is een knaagdier uit de familie Cricetidae. 

## Herkomst
De goudhamster komt oorspronkelijk voor in de steppes en woestijnen van Syrië en Turkije. Het dier wordt veel gehouden als huisdier en in laboratoria, en is de bekendste hamstersoort. In het wild is hij bedreigd. In 1839 werd de soort ontdekt door de Britse zoöloog George Robert Waterhouse. Rond 1930 werd er in Syrië een vrouwtje met twaalf jongen ontdekt en naar Mandaatgebied Palestina (het huidige Israël) overgebracht. Alle goudhamsters die tegenwoordig als huisdier worden gehouden, stammen waarschijnlijk af van deze dieren. Met nakomelingen van deze dieren werd vanaf 1931 in Engeland verder gefokt. Over het leven van de schuwe, in het wild levende goudhamster is tot op heden nagenoeg niets bekend.

## Kenmerken
De goudhamster is een 12,5 tot 17,5 centimeter groot knaagdier met een staartje van zo'n 15 millimeter. Hij kan 100 tot 300 gram wegen. De goudagouti heeft een oranje/bruinkleurige vacht met een grijswitte onderzijde. Er loopt een donkere streep, de kaakstreep, van zijn wang tot de nek. Ook de haren op zijn rug en voorhoofd hebben donkere uiteinden.
Gedomesticeerd komt het dier in kort- en langharige variëteiten en meerdere kleurvarianten voor, zoals zwart, oranje, wit, crème, off-white (gebroken wit), bruin en vele andere kleurslagen. Ook kan een goudhamster vlekken hebben, of een witband, een witte streep om de buik en rug.

## Leefwijze
De goudhamster is een schemerdier. Overdag verblijft hij in een zelfgegraven ondergronds hol, tot twee meter diep. 's Avonds komt hij tevoorschijn. Hij is een alleseter en voedt zich voornamelijk met gras en granen, maar ook ander plantaardig materiaal als zaden en noten, en insecten (waaronder kevers, vliegen, mieren, kakkerlakken, wantsen en wespen). Ook wormen en slakken staan op zijn dieet. Met zijn wangzakken vervoert de goudhamster het voedsel naar een ondergrondse opslagplaats. 
De goudhamster is een solitaire soort, die agressief is tegenover soortgenoten. Hij heeft een uitstekend gehoor en reukvermogen. Waarschijnlijk kan de goudhamster individuen uit elkaar houden door middel van geur.

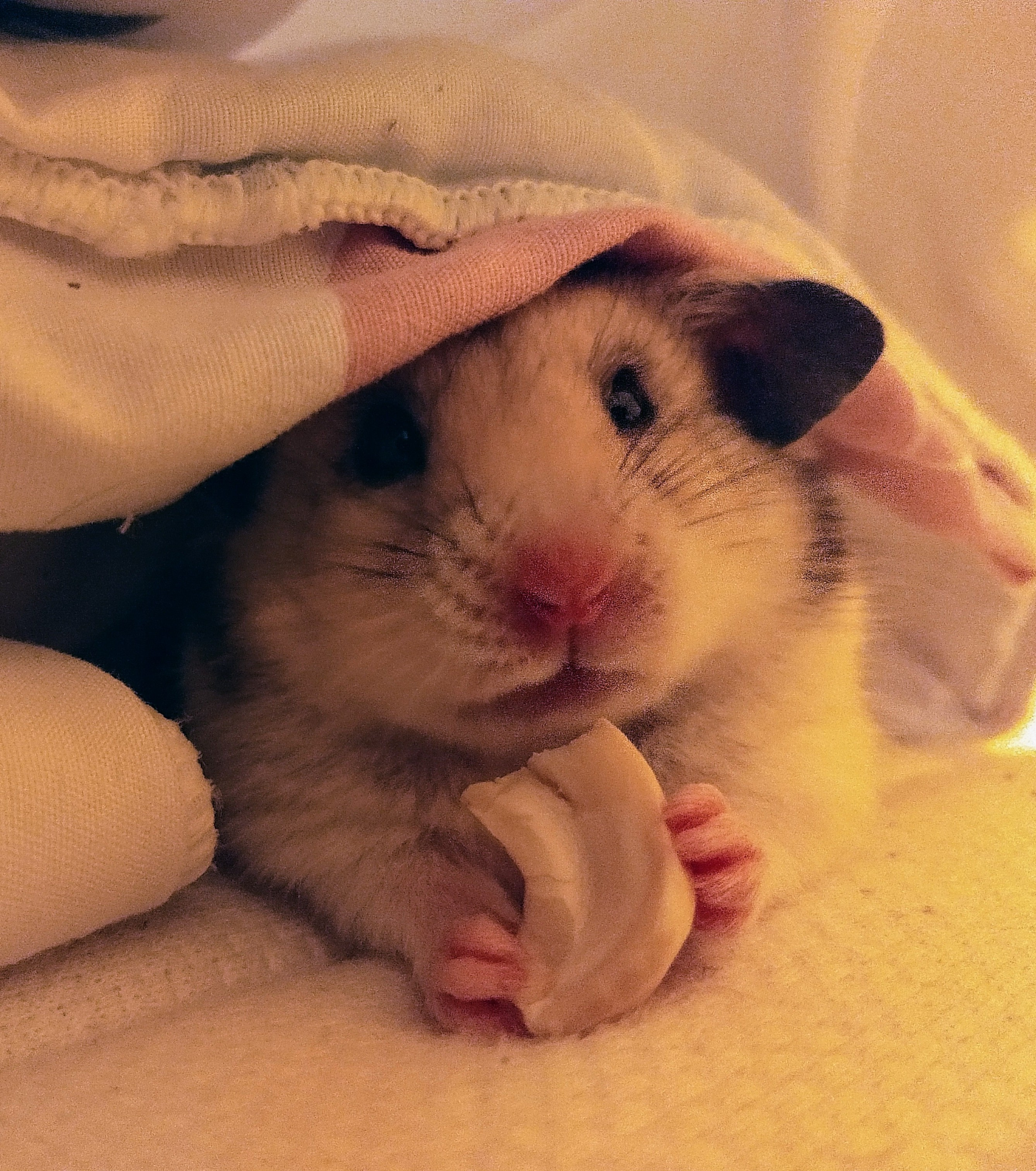
Syrische goudhamster.

## Voortplanting
In het wild krijgt een goudhamster een nestje in een hol, dat tot één meter onder de grond ligt. Hier krijgt de goudhamster zo'n 4 tot 20 jongen per keer, al ligt het gemiddelde op 8 jongen per worp. De goudhamster kan wel zeven worpen per jaar krijgen. De draagtijd is 16 dagen. Na twee weken gaan de oogjes open, ze worden ongeveer drie weken gezoogd en de jongen zijn met vier weken geslachtsrijp. De goudhamster wordt gemiddeld 1,5 tot 3 jaar oud. Goudhamsters vertonen "draagverstarring". Als een hamster wordt opgepakt, houdt hij zich stijf. Jongen kunnen zo bij gevaar sneller worden vervoerd door de moeder.

## Gevangenschap
In gevangenschap is het af te raden volwassen goudhamsters in één kooi met andere hamsters te houden. Aangezien de goudhamster van nature solitair is, kan dit op gevechten uitlopen. 
Vanaf 1 juli 2024 zijn goudhamsters samen met Chinese dwerghamsters de enige twee leden van de hamsterfamilie die zijn toegestaan in Nederland.